# Полярный экспресс (подводный кабель)
«Полярный Экспресс» — строящийся трансарктический подводный коммуникационный кабель (ПВОЛС) из Мурманска во Владивосток, общей протяженностью 12 650 км с пропускной способностью от 52 до 104 Тб/с.

## История
Кабель соединит Мурманск и Владивосток по самому короткому пути между Европой и Азией, что создаст альтернативу спутниковой связи на северных широтах. Это позволит удовлетворить растущие потребности онлайн-торговли, облачных технологий и обработки больших объемов данных, обеспечивая надежное и доступное подключение к интернету.
Планировалось начать укладку кабеля с двух противоположных концов одновременно, с целью завершить постройку магистрали к 2026 году. Плановая стоимость проекта 65 млрд руб. Позднее появилась информация про сдвиг сроков окончания строительства на 2028 год.
Заказчиками проекта являются Министерство транспорта РФ и Федеральное агентство морского и речного транспорта. Заказчиком-застройщиком является ФГУП «Росморпорт». Оператором выступает ФГУП «Морсвязьспутник». Генеральным подрядчиком является АО «Управлении перспективных технологий».

### 2021
Для производства подводного кабеля построен завод в Мурманске.

### 2022
27 октября 2022 г. завершен первый участок ПВОЛС, кабель заведен в Амдерму, однако информации о подключении абонентов поселка пока нет.
В декабре 2022 Ростелеком построил для своих целей линию ПВОЛС Анадырь — Петропавловск-Камчатский, продублировав таким образом запланированное на 2026 г. звено сети "Полярного экспресса". Дублирование подводных кабелей может быть полезно, по причине возможного их повреждения судами.

### 2023
1 ноября 2023 г. разработана концепция создания трансарктического оператора связи, однако она потребовала доработки.
В 2023 году построена береговая станция в пгт. Диксон Красноярского края, ведутся работы на участке ПВОЛС от п. Амдерма до пгт. Диксон.
К строящемуся кабелю планируют подключение другие проекты ВОЛС, такие как «Синергия Арктики» .
С 25 ноября 2023 г. макет проекта представлен на ВДНХ в рамках выставки "Россия в движении" .

### 2024
В Тикси «Арктиктелекому» в 2025 году будет предоставлен отвод ВОЛС от береговой станции связи, строительство которой по проекту «Полярный экспресс» должно начаться в 2024 году.
В ИТМО организована опытная линия производства отечественных оптических усилителей (репитеров) для подводного кабеля.
В 2024 году предстоит прокладка оптико-волоконного кабеля к поселку Диксон. По состоянию на начало июня 2024 года проведятся работы по тестовому подключению абонентов в п. Амдерма. В рамках тестирования в первую очередь будет произведено подключение объектов социальной инфраструктуры и органов государственной власти.

### 2025
"Полярный экспресс" встал на паузу.

## Технические характеристики
В трансарктической подводной ВОЛС используется специализированный подводный кабель с 6 парами оптических волокон и токопроводящим элементом для питания оптических усилителей. Данные пары оптических волокон имеют разные функции:
- две пары используются для основного соединения на маршруте «Мурманск (Териберка) — Владивосток» протяженностью 12 650 км;
- две пары используются для создания четырех независимых ответвлений к промежуточным объектам в различных пунктах, таких как Амдерма, Диксон, Тикси[24], Певек, Анадырь, Петропавловск-Камчатский, Южно-Сахалинск;
- две пары используются для создания резервного соединения на будущую разработку всей сети.